# Centre fédéral d'enseignement technologique

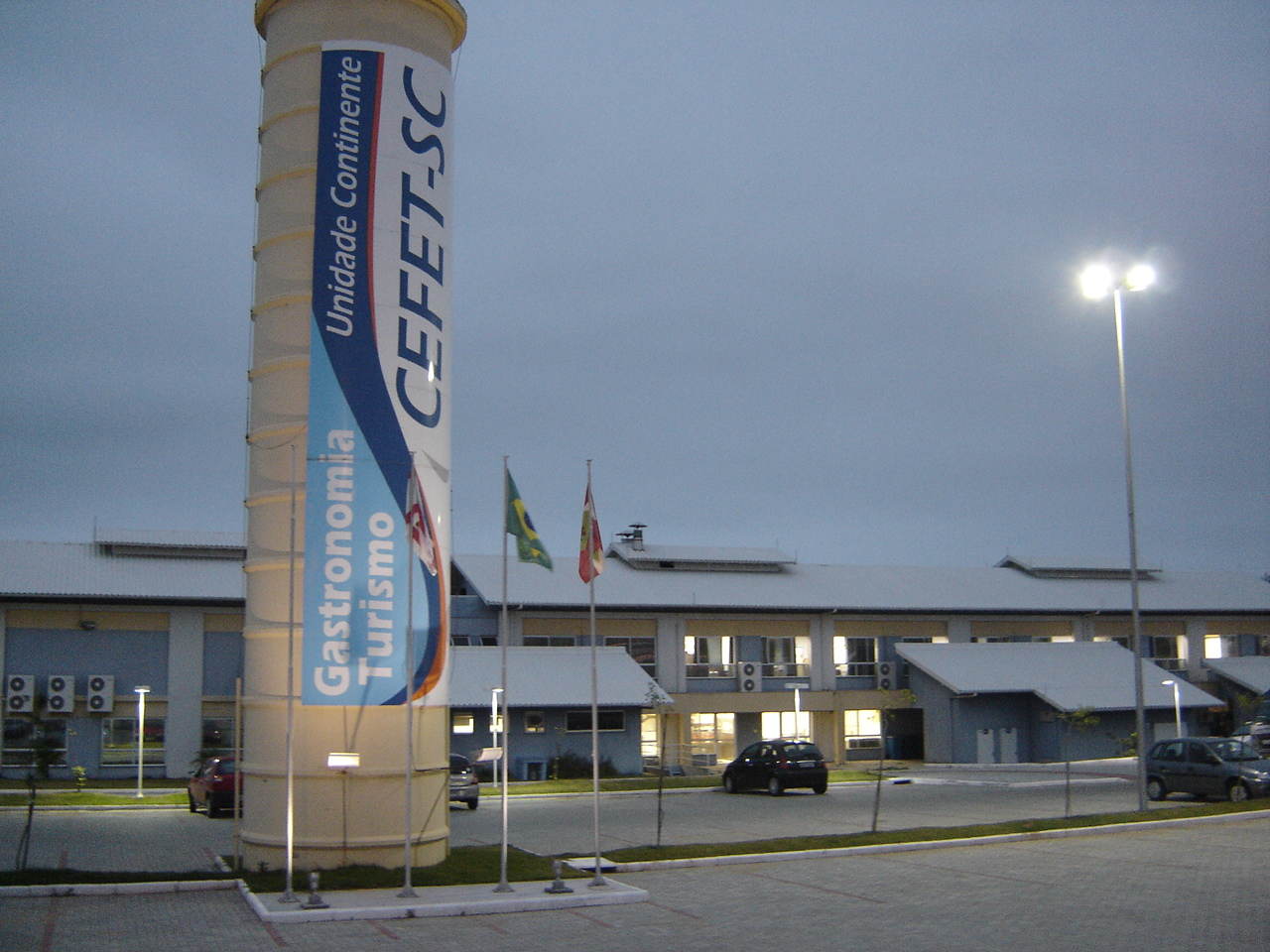
CEFET-SC, campus Continente, en Florianópolis, Santa Catarina.

Les Centres Fédéraux d'Enseignement Technologique (en portugais: Centro Federal de Educação Tecnológica, raccourci CEFET) sont des établissements d'enseignement brésilien qui sont directement liés au Ministère de l'Éducation. Ils sont centrés sur l'école secondaire, une école supérieure technique et des grades académiques liés à la technologie. 
Malgré beaucoup d'entre eux offrent des diplômes universitaires, tout comme les universités, le seul d'entre eux qui a officiellement obtenu le statut d'université est celui du Paraná (CEFET-PR), étant ensuite appelé Université Technologique Fédérale du Paraná (Universidade Tecnológica Federal do Paraná, le UTFPR).